# Aurora Snow
Aurora Snow (Santa Maria, Kalifornia, 1981. november 26. –) amerikai pornószínésznő.
Kezdetben színésznek tanult a University of California-ban, (Irvine). Az első filmje a More Dirty Debutantes 152 volt, melyet Ed Powers rendezett.

## Válogatott filmográfia
| - Superbad (2007) - 3 Blowin' Me (2007) (V) - Cum Shots 10 (2007) (V) - Gape Lovers (2007) (V) - Racial Violations (2007) (V) - Seymore Butts: Rump Rider (2007) (V) - Camp Ass (2006) (V) - Small Sluts Nice Butts 6 (2006) (V) - Her First Lesbian Sex Vol. 8 (2006) (V) - Hand to Mouth 3 (2006) (V) - Rough and Ready 4 (2006) (V) | - Anal Expedition 10 (2006) (V) - Ass Bandits 2 (2006) (V) - Ass Factor 4 (2006) (V) - Cheating Housewives 3 (2006) (V) - Crack Addict 5 (2006) (V) - Dirty Love (2006) (V) - Filth Factory (2006) (V) - Grand Theft Anal 9 (2006) (V) - Hellcats 10: Cumback! (2006) (V) - I Got 5 on It (2006) (V) - Internal Cumbustion 9 (2006) (V) - Kick Ass Chicks 40: Double Penetrations (2006) (V) |

## Díjai
- 2001 – XRCO
- 2001 – XRCO
- 2001 – XRCO
- 2002 – XRCO
- 2003 – AVN